# La Poterie-Mathieu
 La Poterie-Mathieu  es una población y comuna francesa, en la región de Alta Normandía, departamento de Eure, en el distrito de Bernay y cantón de Saint-Georges-du-Vièvre.

## Demografía
| 175 | 124 | 150 | 149 | 126 | 132 |
| Para los censos de 1962 a 1999 la población legal corresponde a la población sin duplicidades (Fuente: INSEE [Consultar]) |     |     |     |     |     |